# Argia variegata
Argia variegata – gatunek ważki z rodziny łątkowatych (Coenagrionidae). Występuje na terenie Ameryki Południowej; stwierdzony w Kolumbii, Ekwadorze i Peru.